# パピルス賞
パピルス賞（パピルスしょう）は、日本の学術賞。
紙パルプ産業とその発展に貢献した関博雄（元・王子製紙副社長）を記念する関科学技術振興記念財団（現在は、公益財団法人　関記念財団）が財団創立10周年を記念して2003年に創設した賞。自然科学・技術書部門、人文・社会科学部門から出版された書物を対象に授与される。
対象とする出版物は、「制度としてのアカデミズムの外で達成された学問的業績」や「科学ジャーナリストによる業績」を対象とし、毎年10月1日に発表され、賞金30万円が授与される。

## 受賞者・作品
- 第1回（2003）山本義隆『磁力と重力の発見（1・2・3）』（みすず書房）
- 第2回（2004）大村幸弘『アナトリア発掘記―カマン・カレホユック遺跡の20年』（NHKブックス）
- 第3回（2005）大石道夫『DNAの時代　期待と不安』（文春新書）
- 第4回（2006）
  - 梅田望夫『ウェブ進化論―ほんとうの大変化はこれから始まる』（ちくま新書）
  - 坂中英徳『入管戦記―「在日」差別、「日系人」問題、外国人犯罪と日本の近未来』（講談社）
- 第5回（2007）五島綾子『ブレークスルーの科学』（日経BP社）
- 第6回（2008）池内了「科学は今どうなっているの？」から「疑似科学入門」までの一連の啓蒙的著作　岩波新書等
- 第7回（2009）加藤九祚「一人雑誌『アイハヌム』」（東海大学出版会）
- 第8回（2010）
  - 板倉聖宣『増補　日本理科教育史』（仮説社）
  - 松原国師『西洋古典学事典』（京都大学学術出版会）
- 第9回（2011）
  - 佐伯康治（編集代表）『徹底検証 21世紀の全技術』（藤原書店）
  - 隠岐さや香『科学アカデミーと「有用な科学」―フォントネルの夢からコンドルセのユートピアへ』（名古屋大学出版会）
  - 古曳正夫『読書地図帳 ヘロドトス「歴史」』（東海大学出版会）
- 第10回（2012）
  - 槇佐知子『全訳精解 丹波康頼『医心方』』（筑摩書房）
  - NHKスペシャル取材班『ヒューマン　なぜヒトは人間になれたのか』（角川書店）
- 第11回（2013）
  - 植木雅俊訳註『梵漢和対照・現代語訳　維摩経』（岩波書店）
  - トマス・ホッブズ著、伊藤宏之・渡部秀和訳『哲学原論／自然法および国家法の原理』（柏書房）
- 第12回（2014）
  - 野間秀樹（編集）『韓国・朝鮮の知を読む』（クオン）
  - 中沢弘基『生命誕生―地球史から読み解く新しい生命像』（講談社現代新書）
- 第13回（2015）
  - 小泉英明『アインシュタインの逆オメガ―脳の進化から教育を考える』（文藝春秋）
  - 宮本憲一『戦後日本公害史論』（岩波書店）
- 第14回（2016）
  - 長谷川宏『日本精神史（上・下）』（講談社）
  - 安本千夏『島の手仕事―八重山染織紀行』（南山舎）
- 第15回（2017）
  - 該当なし
- 第16回（2018）
- 鎌田慧・出河雅彦『声なき人々の戦後史』藤原書店
- 西村肇『ゲノム医学入門』日本評論社